# فشردش بهره

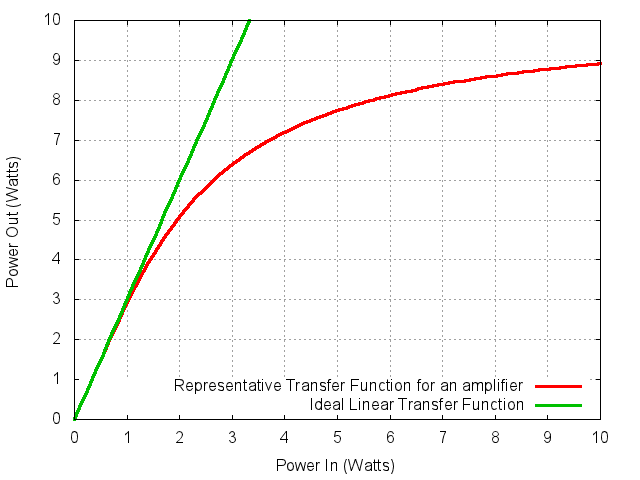
منحنی‌های انتقال توان برای تقویت‌کننده با بهره ۳ (۴٫۷۷ دسی‌بل). منحنی سبز نشان‌دهنده یک تقویت‌کننده ایده‌آل است که در آن توان خروجی برابر با ۳ برابر توان ورودی است. منحنی قرمز نشان دهنده یک تقویت‌کننده معمولی است که می‌تواند بهره را فقط تا یک سطح توان مشخص قبل از رسیدن به اشباع ارائه‌دهد. فشردش بهره تفاوت بین منحنی سبز و منحنی قرمز است. یک پارامتر فشردش بهره مهم OP1dB است که ورودی توان است که منجر به فشردش ۱ دسی‌بل توان خروجی (OP) می‌شود. برای این مثال، OP1dB تقریباً ۲ وات است زیرا در آن سطح توان ورودی، منحنی سبز در ۶ وات و منحنی قرمز تقریباً ۵ وات است. نسبت ۵/۶، ۸۳٫۳ درصد است درحالی‌که تلف ۱ دسی‌بل یک نسبت است

فشردش بهره (به انگلیسی: Gain compression) کاهش در بهره تفاضلی یا شیب ناشی از غیرخطی بودن تابع انتقال دستگاه تقویت‌کننده است. این غیرخطی بودن ممکن است در اثر گرما ناشی از اتلاف توان یا به‌دلیل فراراه‌اندازی افزاره فعال فراتر از ناحیه خطی آن ایجاد شود. این یک پدیده سیگنال-بزرگ مدارها است.

## ارتباط
فشردش بهره در هر سامانه‌ای با دامنه دینامیکی گسترده مانند صوت یا RF مرتبط است. در مدارهای لامپی نسبت به مدارهای ترانزیستوری رایج‌تر است، به دلیل تفاوت ساختاری، احتمالاً باعث ایجاد تفاوت در عملکرد صوتی به نام «بانگ لامپی» می‌شود. تقویت‌کننده‌های پیشانه آراف گیرنده‌های رادیویی به‌ویژه درصورت اضافه‌بارشدن توسط یک سیگنال ناخواسته قوی به این پدیده آماده‌پذیر (به انگلیسی: susceptible) هستند.